# Orazio Grassi

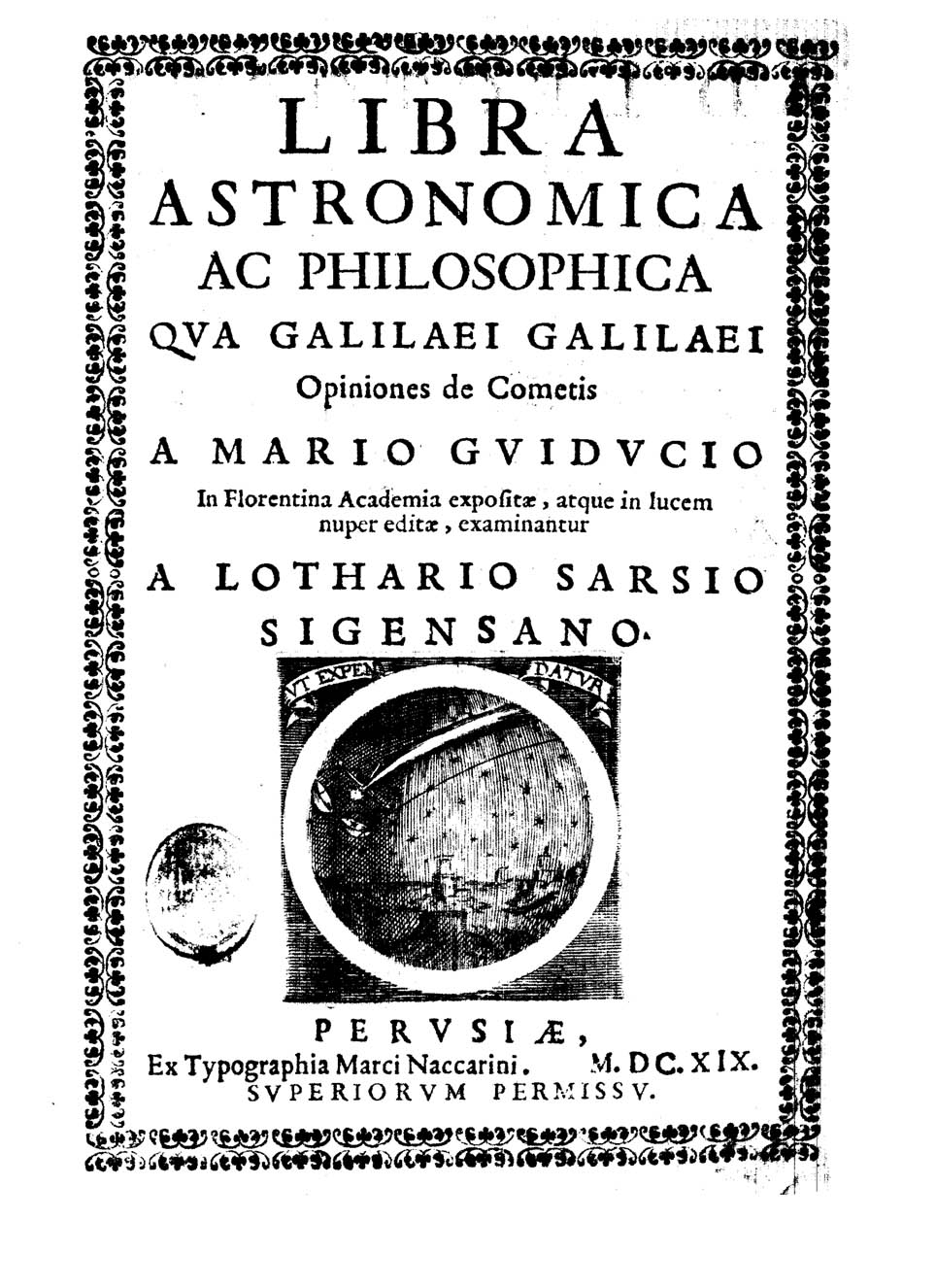
Libra astronomica ac philosophica

Orazio Grassi (* 1. Mai 1583 in Savona; † 23. Juli 1654 in Rom) war ein Jesuit, italienischer Mathematiker, Astronom und Architekt. Grassi war Zeitgenosse Galileo Galileis, mit dem er sich in Streitschriften über die Natur von Kometen austauschte. 1619 erschien sein Traktat Libra astronomica et philosophica unter dem Pseudonym Lotario Sarsi Sigenzano, in dem er Galilei angriff. Galilei antwortete 1623 mit seinem Werk Il Saggiatore. Pietro Redondi sah in dieser Auseinandersetzung den eigentlichen Ursprung für den späteren Prozess gegen Galilei, was aber von den meisten Historikern bestritten wird.
Grassi studierte ab 1600 in Rom am Jesuitenkolleg Sant’Andrea al Quirinale Mathematik und Theologie, unter anderem bei Christophorus Clavius, Christoph Grienberger und Odo van Maelcote. Nach Beendigung des Studiums 1610 wurde er 1614 als Kaplan der Novizen ans Jesuitenkolleg in Genua geschickt und 1616 wurde er Mathematikprofessor am Collegio Romano in Rom, was er bis 1628 blieb. Er hielt neben Vorlesungen über Geometrie und Astronomie auch Vorlesungen über Optik (veröffentlicht 1617 als De iride disputate optica, unter dem Namen Galeazzo Mariscotto) und Architektur. Als Architekt entwarf er die Kirche Sant Ignazio neben dem Collegio Romano.
Von ihm sind auch Manuskripte bekannt, Tractatus tres de sphera, de horologis ac de opticae von 1617 und ein Traktat über die Sonnenuhren bei Vitruv (In primum librum de architectura M. Vitruvii et in nonum eiusdem De horologiorum solarium descriptione duo brevissimi tractati) von 1624.